# Ivan Ivančić
Ivan Ivančić (Yugoslavia, 6 de diciembre de 1937-28 de agosto de 2014) es un atleta yugoslavo retirado especializado en la prueba de lanzamiento de peso, en la que consiguió ser medallista de bronce europeo en pista cubierta en 1983.

## Carrera deportiva
En el Campeonato Europeo de Atletismo en Pista Cubierta de 1980 ganó la medalla de bronce en el lanzamiento de peso, con una marca de 19.48 metros, tras su paisano yugoslavo Zlatan Saracevic (oro con 20.43 metros) y el checoslovaco Jaromír Vlk  (plata con 20.19 metros).
Tres años después, en el Campeonato Europeo de Atletismo en Pista Cubierta de 1983 ganó la medalla de bronce en el lanzamiento de peso, con una marca de 20.26 metros, tras los soviéticos Jānis Bojārs (oro con 20.56 metros) y Aleksandr Baryshnikov (plata con 20.44 metros).